# Tradate
Tradate (Tradàa in dialetto varesotto) è un comune italiano di 19 059 abitanti della provincia di Varese in Lombardia.

## Origini del nome
L'origine del nome Tradate ha un principio incerto. Vi sono infatti due diverse interpretazioni riguardo alla sua nascita:
- lo storico Gerhard Rohlfs individua l'origine del nome dal nome proprio di persona "Theodorus";
- secondo Antonio Olivieri, invece, la denominazione Tradate è legata al nome germanico "Teuderad" che si trasformò poi in "Tederate", appellativo ritrovato nel Codex Longobardorum;
- alcuni parlano poi di un nome in epoca romana, Tradatum.

Il nome Tradaa (utilizzato tuttora nel dialetto locale) lo ritroviamo scritto in alcune pergamene risalenti al XII e XIII secolo e, nel Liber Notitiae Sanctorum Mediolani, è riportato anche il nome Tradate.

## Storia
Nel territorio di Tradate passava, in età romana, la Via Mediolanum-Bilitio, che metteva in comunicazione Mediolanum (Milano) con Luganum (Lugano) passando da Varisium (Varese).
Il territorio era probabilmente già abitato in epoca romana, e continuò poi ad esserlo nel periodo successivo alle migrazioni barbariche del V e VI secolo d.C, che portarono alla caduta dell'impero.
Tra l'XI e il XIII secolo, il tradatese subì gli effetti della politica espansionista del Ducato di Milano e nel 1071 avvenne la distruzione del castello di Abbiate Guazzone. In questi anni la famiglia Pusterla iniziò ad rafforzare il proprio predominio sulla zona (durato fino al XVIII secolo), e nel XIV secolo edificò un proprio castello, sopravvissuto nei secoli.
Passata sotto il dominio asburgico, la zona subì nel ´700 un riordino catastale, con la realizzazione di numerose mappe del territorio.
Dal 1878 il borgo venne collegato agli altri centri della zona dalla ferrovia. Dal 1899, invece, Tradate venne collegata alla linea elettrica, grazie alla centrale di Vizzola Ticino.
Alla fine del XIX secolo il borgo risultava legato all'agricoltura e all'attività tessile, con attività di trattura e tessitura; la prima attività di rilievo in questo settore nacque nel 1879 presso il complesso di Villa Castiglioni, avviata dagli imprenditori Cesare Castiglioni e Alessandro Lonati; dal 1885, quest'ultimo proseguì da solo l'attività, ammodernando la produzione con 25 telai azionati dal vapore e situati in un moderno stabilimento dotato di energia elettrica auto-prodotta.
Era diffusa anche la tradizionale lavorazione della carta, sviluppatasi soprattutto a partire dal 1880 con la fondazione dello Scatolificio Pusterla, tuttora esistente.

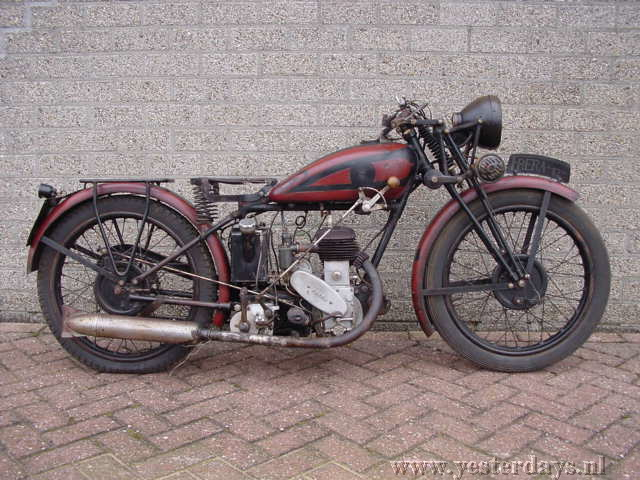
Una motocicletta Frera del 1931: l'azienda chiuse i battenti nel 1936

Nel 1905 aprì in paese la fabbrica di motociclette Frera, che contribuì allo sviluppo economico del territorio e ad un aumento dell'occupazione.
Nel 1914 aprì il locale Ospedale Galmarini, divenuto nel 1926 Ospedale di Circolo.
Nel 1927 il paese passò dalla provincia di Como a quella, appena istituita, di Varese.
Il data 6 maggio 1928, Vittorio Emanuele III confermò l'unificazione del comune di Tradate con quello di Abbiate Guazzone, ampliandone il territorio.
Il giorno 28 gennaio 1958, con decreto presidenziale, al comune di Tradate venne concesso il titolo di città.
Nel corso degli anni '50 e '60 la città, grazie allo sviluppo delle aziende locali, beneficiò del boom economico e vide un progressivo aumento del benessere e dell'occupazione; oltre al settore meccanico e cartario, rilevante anche la presenza del calzaturificio Star della famiglia Artioli e dagli anni Sessanta il settore arredo e falegnameria con Habitare della famiglia Boga. La crescita si interruppe bruscamente nel 1973, anno di chiusura della LESA  (stabilitasi in città nel 1950), che portò ad un esponenziale aumento della disoccupazione.

### Simboli
Con la concessione del titolo di città, sancita dal Decreto del presidente della Repubblica del 28 gennaio 1958, vennero creati stemma e il gonfalone di Tradate, accogliendo le proposte dell'amministrazione comunale.
Lo stemma è descritto dai documenti presenti in archivio comunale: « [...] Il primo campo dello scudo è di colore che indica la fazione guelfa alla quale appartenne la Repubblica milanese, sotto la cui signoria Tradate si mantenne fino al succedersi del dominio ducale. Il campo inferiore è bipartito, a sinistra in fondo rosso caricato dallo stemma della famiglia Pusterla (aquila nera in campo d'oro) ed a destra, in fondo argento caricato dell'insegna viscontea».
Su sfondo azzurro, nella parte superiore, appaiono due viti, nodrite su altrettanti colline verdi: esse richiamano l'antico stemma di Abbiate Guazzone. Sulla fascia aurea paracentrale campeggiano le due lettere gotiche "J" e "T", iniziali del famoso scultore del quindicesimo secolo Jacopino da Tradate. La partitura inferiore, con le armi dei Pusterla e dei Visconti, richiamano il previgente stemma del comune (non ancora città) di Tradate.
Blasonatura:
Il gonfalone è un drappo partito di bianco e di rosso.

## Monumenti e luoghi d'interesse

### Architettura civile

#### Palazzo Pusterla Melzi
Il palazzo è il frutto di una serie di trasformazioni intercorse lungo il corso dei secoli, durante le quali la struttura venne dapprima convertita in dimora signorile e poi, a partire dal XVII secolo, in un istituto religioso retto da frati cappuccini fino al 1810. Nell'ala nord-occidentale, il palazzo conserva elementi già appartenenti all'antico castello dei Pusterla, saccheggiato e danneggiato nel 1510, il quale finì dapprima nelle mani della famiglia varesina dei Biumi e poi in quelle dei già citati cappuccini.
All'interno dell'ampio parco, una struttura barocca ospita un'arcata sotto cui si conserva un imponente dipinto.

#### Palazzo Sopranzi Stroppa
Villa Sopranzi, poi divenuta Castello Stroppa, è un edificio neogotico costruito a partire dal 1851, su commissione di don Agostino Sopranzi. Il progetto, inizialmente curato da Giuseppe Jappelli, fu completato dagli architetti Cereda e Terzaghi. Nel corso del Novecento, la villa divenne la sede di un istituto di Pavoniani, i quali commissionarono una serie di rimaneggiamenti che interessarono sia la struttura sia l'originario parco all'inglese.
Impostato su una pianta rettangolare con doppio cortile interno, il palazzo presenta due ali dotate di altrettante torri, sostenute da un basamento evocativo di un bastione. Prima dell'insediamento dei Pavoniani, ogni torre era dotata di un coronamento composto da quattro piccole torrette di forma poligonale, a loro volta coronate da merlature.

### Architettura religiosa
- Chiesa Prepositurale di Santo Stefano, la maggiore chiesa cittadina, la quale è affiancata da un alto campanile. L'interno custodisce alcune opere d'arte, tra cui un Battesimo di Cristo nel Giordano posto nel battistero e una Madonna col Bambino tra due Santi, posta nel transetto.

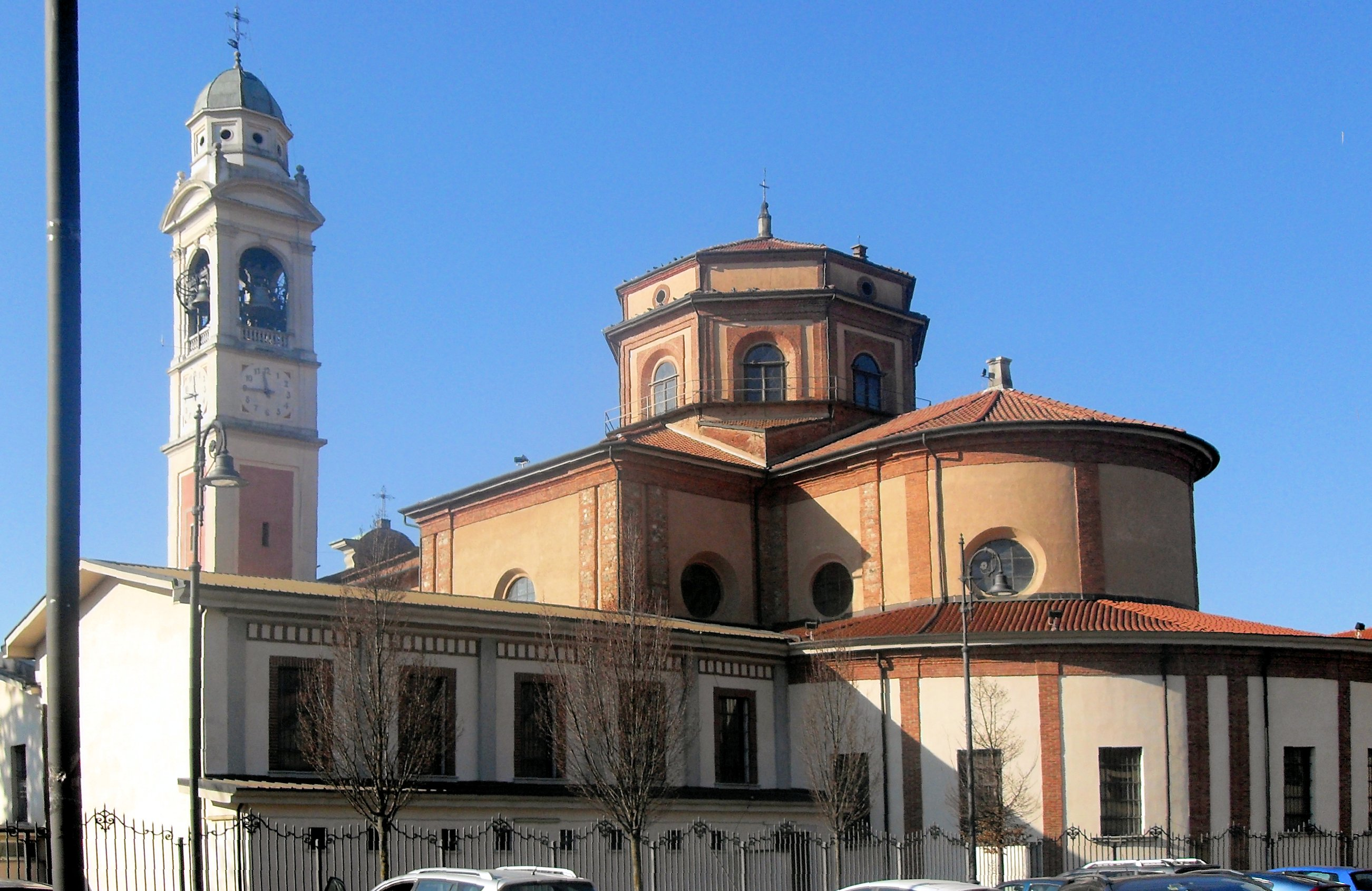
La chiesa di Santo Stefano

- Chiesa Parrocchiale dei Santi Pietro e Paolo di Abbiate Guazzone
- Chiesa di Santa Maria in Castello, costruita dai Pusterla nel Trecento e fu rimaneggiata nell'Ottocento.
- Chiesa dei Santi Nazzaro e Celso, piccolo edificio di antica fondazione, posto ai margini della frazione di Abbiate Guazzone.
- Chiesa di San Bernardo, di incerta fondazione, si trova al confine tra Tradate e Lonate Ceppino. Al suo interno si trova un affresco risalente al 1522 raffigurante il santo cui la chiesa è intitolata.
- Chiesa di Sant'Anna.
- Chiesa della Madonna Assunta.
- Santuario della Madonna delle Vigne.
- Santuario del Santissimo Crocifisso, importante edificio di culto, presenta all'interno un pregevole pulpito ligneo ed un altrettanto interessante organo, oltre che una tela attribuita al Morazzone.

### Parchi
- Parco di Villa Centenari, in cui è presente un percorso botanico e un'area giochi per i bambini; il tutto ai piedi della storica villa, che ospita un bar e un centro anziani[13].
- Parco di Villa Inzoli, una grande area verde da 16.000 metri quadri messa a disposizione della città, inaugurata il 22 aprile 2012[14]; è presente inoltre una piccola fattoria didattica organizzata da un'associazione locale promotrice di varie iniziative.

### Musei

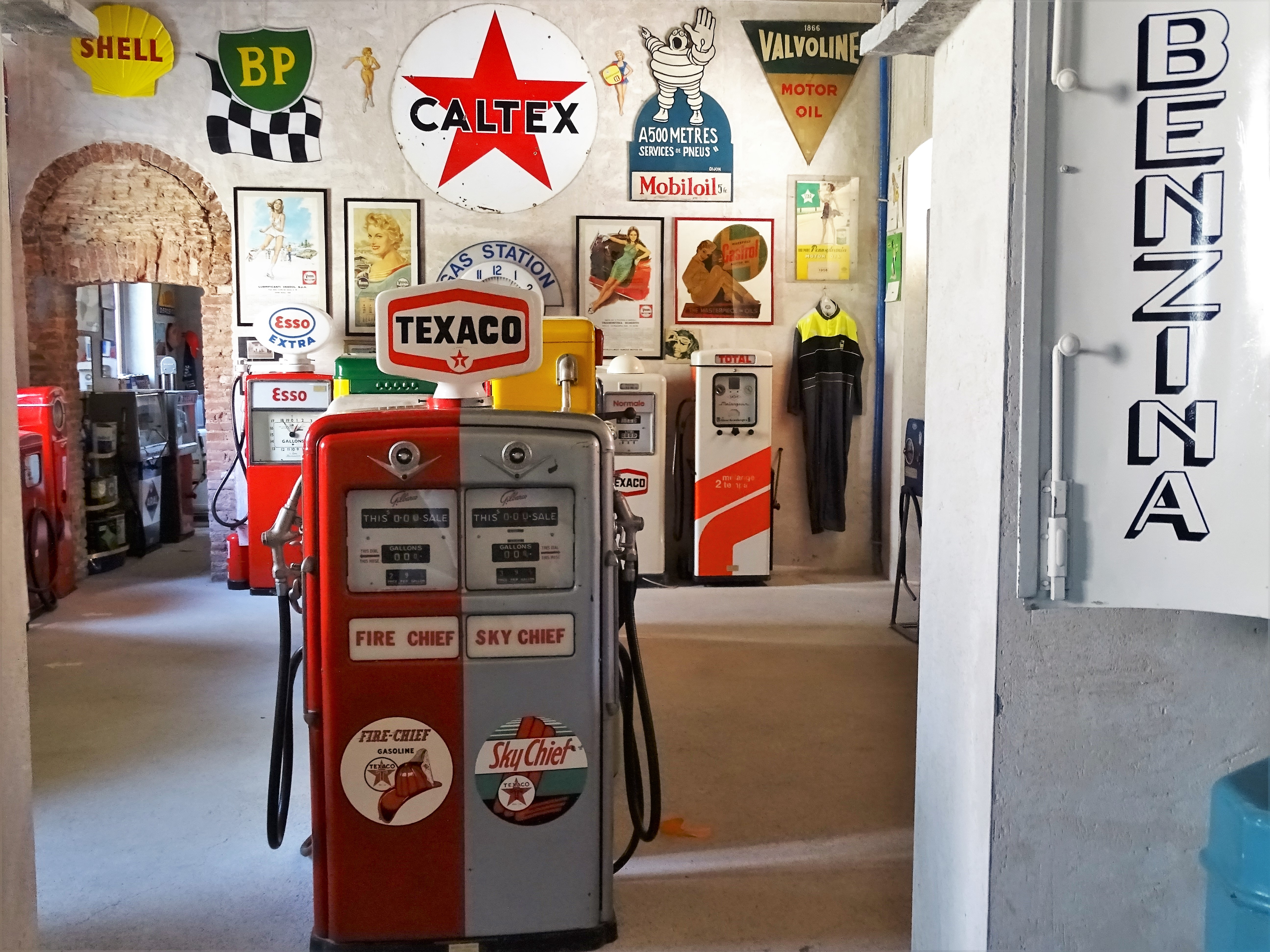
Il Museo Fisogni, che conserva la collezione più completa al mondo di pompe di benzina antiche

- Museo della motocicletta Frera[15], museo civico dedicato alla locale casa motociclistica.
- Museo Fisogni, che raccoglie la collezione più completa al mondo di pompe di benzina e di oggetti legati alle stazioni di servizio.[16]
- Area espositiva L'arte della stampa, presso la biblioteca Frera

### Aree naturali

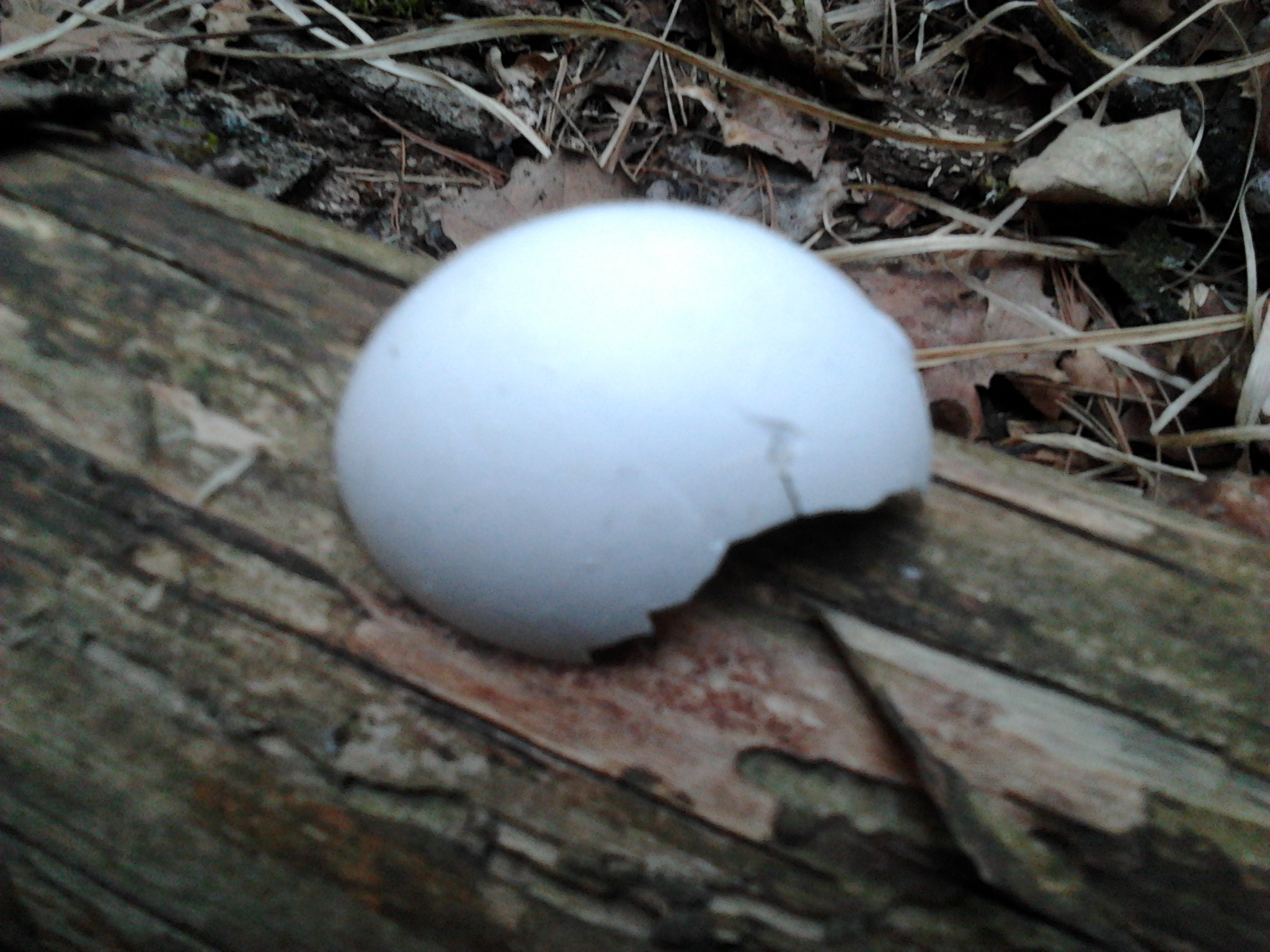
Un uovo di Germano reale nel territorio di Tradate

Di notevole importanza è il Parco Pineta di Appiano Gentile e Tradate, un parco regionale e naturale che si estende su una vasta area di 48 km² tra la Provincia di Varese e di Como. Il suo territorio tocca 15 comuni. 
Esiste inoltre il progetto di “Parco Didattico Scientifico”, che ha lo scopo di stimolare ragazzi di ogni età verso lo sviluppo di una conoscenza e coscienza scientifica, per comprendere e preservare la natura del parco. La creazione della nuova struttura permette di accogliere visitatori, proponendo programmi di educazione ambientale indirizzati ad ogni grado scolastico e stilati in considerazione di obiettivi didattici ed educativi. La progettazione didattica affronta argomenti riguardanti le tematiche ambientali, privilegiando l'apprendimento per esperienza e coinvolgendo i ragazzi nella comprensione dei delicati equilibri alla base dell'ambiente. 
Nel parco in territorio tradatese è presente anche l'osservatorio astronomico FOAM13.

## Società

### Evoluzione demografica
- 1450 nel 1751
- 1588 nel 1805
- 2156 nel 1812 dopo l'annessione di Lonate Ceppino
- 2482 nel 1853
- 2579 nel 1859

Abitanti censiti

NB: i dati riportati in tabella antecedenti al 1930 si basano su una virtuale addizione con quelli di Abbiate Guazzone, e sono quindi una semplice rielaborazione a posteriori non riflettente la realtà originale.

### Etnie e minoranze straniere
Al 31 dicembre 2022 la popolazione straniera è di 1.640 abitanti, pari all'8,63% della popolazione.

### Religione
Tradate è composta da tre parrocchie che formano la comunità pastorale del "Santo Crocifisso": Santo Stefano in Tradate, Santi Pietro e Paolo in Abbiate Guazzone e Sant'Anna in Ceppine. Fanno tutte parte della zona pastorale di Varese dell'Arcidiocesi di Milano e seguono il rito ambrosiano.

## Cultura

### Istruzione
La città di Tradate offre un sistema scolastico statale e non statale completo, dalle scuole dell'infanzia sino all'istruzione secondaria di secondo grado dal liceo, all'istituto tecnico e professionale. Per questo motivo Tradate è il polo scolastico di riferimento per i paesi dell'area del Tradatese.

#### Scuole
- 4 scuole dell'infanzia (scuola statale "Gianni Rodari" , scuola statale "Bruno Munari", Fondazione scuola materna "Carlo Saporiti" e la Fondazione asilo infantile di Abbiate Guazzone);
- 3 scuole primarie statali (Antonio Rosmini nella frazione delle Ceppine, Cesare Battisti in centro città e Dante Alighieri ad Abbiate Guazzone);
- 2 scuole secondarie di primo grado (scuola statale "Galileo Galilei" e scuola paritaria "Paolo VI" dell'Istituto Pavoni);
- 4 scuole secondarie di secondo grado.

#### Biblioteche

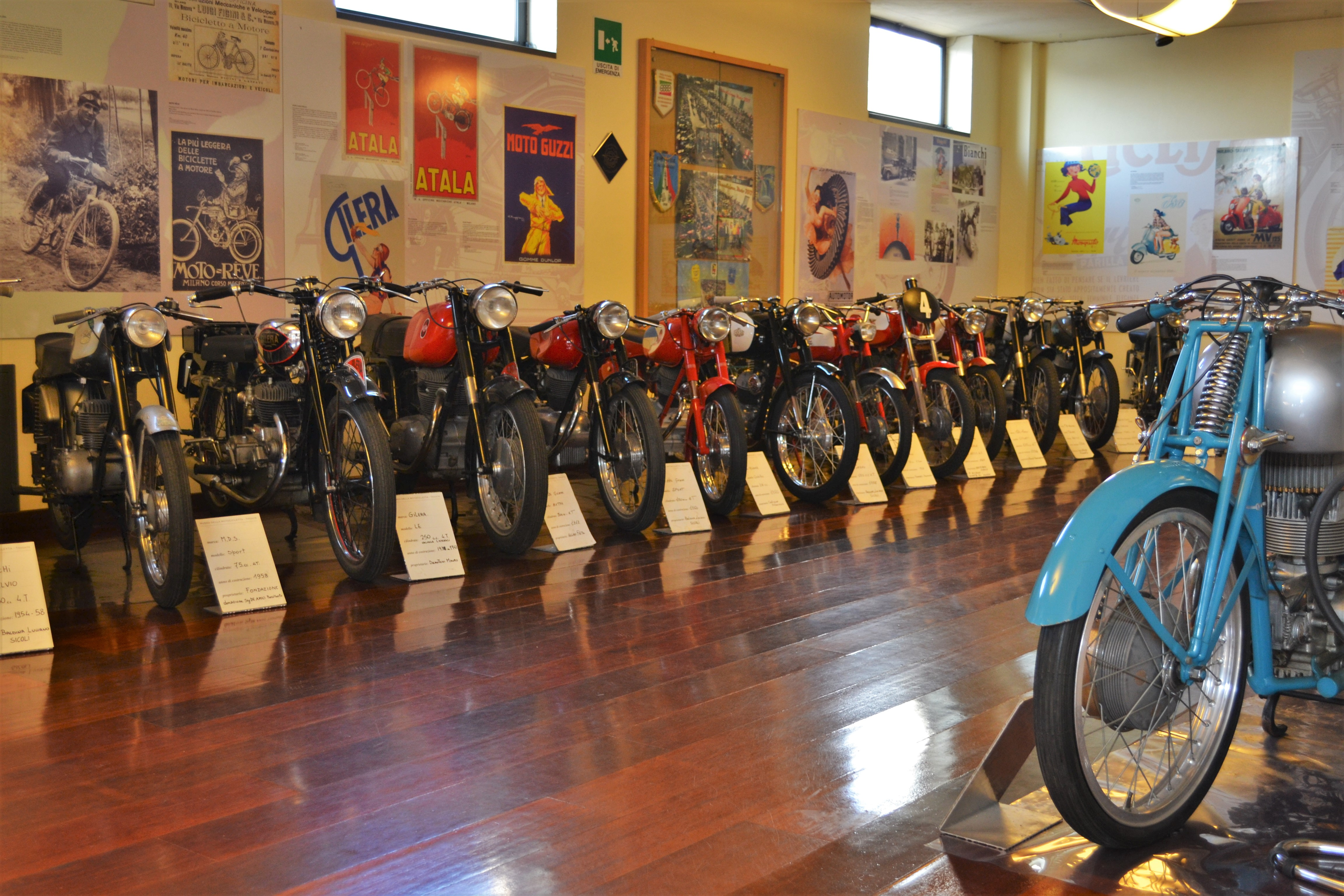
Il Museo Frera, situato presso gli ex stabilimenti che ospitano anche la biblioteca

- Biblioteca civica "Frera"[20]. La Biblioteca Comunale rappresenta uno dei principali strumenti di promozione culturale del territorio cittadino. Vengono offerti diversi servizi, tra cui: Consultazione e prestito di una numerosa gamma di volumi e pubblicazioni; una emeroteca in cui trovare i più diffusi quotidiani, e riviste di carattere generale o specialistico; libri e riviste per bambini e ragazzi; la possibilità di richiedere in prestito volumi appartenenti al patrimonio librario delle biblioteche della zona che aderiscono al ‘Sistema Interbibliotecario Sovracomunale´.

### Media
- La città ha avuto un suo quindicinale, Diario 15 (cessato)
- TRT Tele Radio Tradate (cessata)
- La concordia, mensile parrocchiale
- A Tradate ha sede la rivista Hestetika edita da Boga Foundation

### Cucina

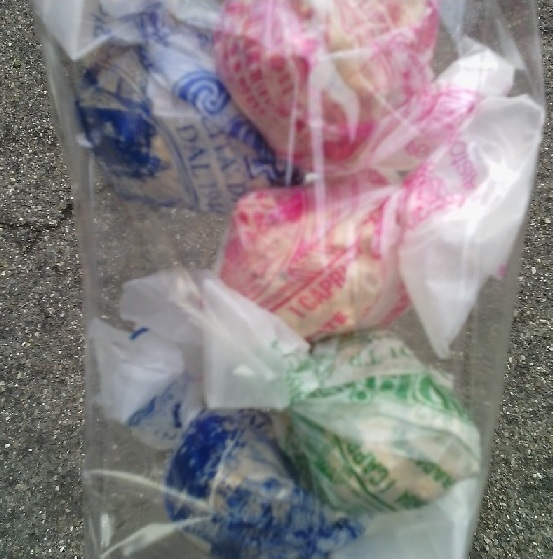
Una confezione di capricci

Un dolce tipico tradatese sono i Capricci, piccole meringhe simili ai brutti e buoni gaviratesi.

### Musica
Risale al 1884 la lunga tradizione del Corpo Musicale Città di Tradate, la banda cittadina.
Dal 2006 viene organizzato il Concorso di Musica Città di Tradate per i giovani; è nato presso il Corso Musicale dell'I.C. Galilei e dal 2015 è gestito dalla Pro Loco Tradate-Abbiate. Si svolge nel mese di maggio presso il Piccolo Teatro di Abbiate e al Castello Pusterla Melzi.
Tradate è stata sede per alcuni anni del Tradate Iron Fest, un importante festival internazionale del genere Metal.

## Geografia antropica

### Frazioni
- Tradate, sede comunale
- Abbiate Guazzone
- Ceppine

### Suddivisioni storiche
La città è suddivisa in rioni. Per la sola Tradate sono i seguenti:
- Barnasc
- Bozétt
- Cascine
- Lodula
- Pineta

A questi va ad aggiungersi Ceppine, rione storico a tutti gli effetti prima dell'espansione urbanistica di cui è stato oggetto.

## Infrastrutture e trasporti
Nel comune di Tradate sono presenti due stazioni ferroviarie gestite dalle Ferrovie Nord Milano sulla linea Saronno-Varese-Laveno: Tradate e Tradate-Abbiate Guazzone. La prima, più grande, a tre binari è situata in centro al paese e vi si fermano sia treni locali che treni diretti. La seconda, più piccola, a due binari è situata in località Abbiate Guazzone e vi si fermano solo treni locali. I treni provenienti da entrambe le direzioni sono segnalati dal suono di due campanelle. Il paese è inoltre attraversato dalla Strada statale 233 Varesina. Nell'ambito della Autostrada Pedemontana è prevista una strada a scorrimento veloce che colleghi lo svincolo di Mozzate con la città di Tradate. 

## Istituzioni, enti e associazioni

### Ospedali
Tradate è servita dalle seguenti strutture:
- Ospedale Galmarini, facente parte dell'A.S.S.T. Sette Laghi di Varese.
- Fondazione Salvatore Maugeri
- A.T.S. Insubria (ex ASL) del distretto di Tradate
- 2 Residenze Sanitarie Assistenziali

## Amministrazione
| Periodo | Periodo   | Primo cittadino         | Partito                   | Carica      | Note |
| ------- | --------- | ----------------------- | ------------------------- | ----------- | ---- |
| 1993    | 2002      | Dario Galli             | Lega Nord                 | Sindaco     |      |
| 2002    | 2012      | Stefano Candiani        | Lega Nord                 | Sindaco     |      |
| 2012    | 2017      | Laura Fiorina Cavalotti | centro-sinistra           | Sindaco     |      |
| 2017    | 2018      | Dario Galli             | Lega Nord - centro-destra | Sindaco     |      |
| 2018    | 2019      | Claudio Ceriani         | Lega Nord - centro-destra | Vicesindaco |      |
| 2019    | in carica | Giuseppe Bascialla      | Lega - centro-destra      | Sindaco     |      |

### Gemellaggi
La scuola statale secondaria di primo grado Galileo Galilei è gemellata con la scuola di pari grado di Trévoux, Francia
Dal 21 ottobre 2006, il Comune è gemellato con quattro piccoli comuni francesi, uniti nel Cantone di Loriol:
- Loriol-sur-Drôme, Francia
- Saulce-sur-Rhône, Francia
- Cliousclat, Francia
- Mirmande, Francia